# Hrabstwo Harrison (Kentucky)

Piramida wieku hrabstwa

Hrabstwo Harrison – hrabstwo w USA, w stanie Kentucky. Według danych z 2010 roku, hrabstwo zamieszkiwało 18846 osób. Siedzibą hrabstwa jest Cynthiana.

## Miasta
- Berry
- Cynthiana